# Zaruke
Zaruke (auch Zaruk) ist ein alter, heute noch gebräuchlicher einmastiger Segelschiffstyp aus der Gruppe der arabischen Dhauen mit ebenem Kiel, vornehmlich im Roten Meer und im Golf von Oman.

## Ältere Bauform
Bei den älteren Zaruken betrug die Länge des ebenen Kiels ca. ein Drittel der Schiffslänge. Zu den Schiffsenden hin ging der Kiel weitausladend aufwärts in den Vor- bzw. Achterbalkensteven über, ähnlich der Schiffbauweise im alten Ägypten. Der um 10 bis 15 Grad nach vorn geneigte Mast war etwa Mittschiffs verankert und wurden mit 3 bis 3 Wantenpaare, bei größeren Zaruken durch Vor- und Achterstage abgespannt. Die Schrägrah, an der ein großes trapezförmiges Dhausegel gefahren wurde, setzte sich stets aus 2, mit Tauwerk verbundenen Spieren zusammen. Das Ruder wurde statt mit Ruderpinne durch an einem Rudersporn befestigten Seitentauen gesteuert.
Kleinere Zaruken waren in der Küstenschifffahrt als Fracht- oder Fischereischiffe eingesetzt, während die großen, hochseefähigen Zaruken bis ins 19. Jahrhundert auch beliebte Sklavenhändler- und Schmugglerschiffe waren.

## Neuere Bauform
In der heutigen Zeit werden nur noch kleinere, etwa 15 m lange Zaruken gebaut. Durch europäische Einflüsse auf den arabischen Schiffbau sind die Dhau-Merkmale z. T. nicht mehr so stark ausgeprägt. So ist der ebene Kiel verlängert und am Achterschiff zusätzliches Totholz zur Vergrößerung des Lateralplans verbaut.